# هيئة جودة تعليم ورعاية الأطفال (أستراليا)
هيئة جودة تعليم ورعاية الأطفال (بالإنجليزية: Australian Children's Education & Care Quality Authority) هي سلطة قانونية مستقلة تساعد حكومات الولايات في تنفيذ الإطار الوطني للجودة للتعليم والرعاية في مرحلة الطفولة المبكرة في جميع أنحاء أستراليا. تأسست في عام 2012، وتعمل السلطة مع الإدارات الحكومية الفيدرالية وحكومات الولايات والأقاليم من أجل:
- تنفيذ التغييرات التي تفيد الأطفال المولودين حتى سن 13 عامًا وأسرهم.
- مراقبة وتعزيز التطبيق المتسق للقانون الوطني لخدمات التعليم والرعاية في جميع الولايات والأقاليم.
- دعم قطاع التعليم والرعاية في مرحلة الطفولة المبكرة لتحسين نتائج الجودة للأطفال.

هيئة جودة تعليم ورعاية الأطفال مسؤول في النهاية أمام مجلس التعليم، واحد من ثمانية مجالس دائمة تم إنشاؤها بموجب ترتيبات مجلس الحكومات الأسترالية.